# Physotrichia verdickii
Physotrichia verdickii är en flockblommig växtart som beskrevs av C.Norman. Physotrichia verdickii ingår i släktet Physotrichia och familjen flockblommiga växter. Inga underarter finns listade i Catalogue of Life.